# Blascoa ephedrae
Blascoa ephedrae är en stekelart som beskrevs av Askew 1997. Blascoa ephedrae ingår i släktet Blascoa och familjen puppglanssteklar.
Artens utbredningsområde är:
- Rumänien.
- Spanien.

Inga underarter finns listade.